# 汇川银行
汇川银行（Central Bank of western India），是晚清在上海租界福州路开设的一家英资银行。总行在印度孟买。收售汇票，发行信用证等银行业务。

## 历史
1861年9月13日在上海开设分行。资本为50万英镑。第一任经理为卡思伯特森。因1866年欧洲棉业与金融危机，于1866年倒闭。